# キング・アブドゥッラー・スタジアム
キング・アブドゥッラー・スタジアム（アラビア語: ستاد الملك عبد الله الثاني, 英語: King Abdullah Stadium）は、ヨルダンの首都アンマンにある多目的スタジアムである。

## 概要
主にサッカーの試合に用いられる。ヨルダンリーグに所属するアル・ワフダート・クラブ、アル・ヤルムークFCなどがホームスタジアムとして使用している他、サッカーヨルダン代表がホームスタジアムとして利用する。
1999年に設立された。収容人数は20,000人。2000年と2010年に西アジアサッカー選手権決勝戦の会場となった。
2004年には2006 FIFAワールドカップ・アジア予選1次予選でカタール代表及びラオス代表とヨルダン代表の試合が、2008年には2010 FIFAワールドカップ・アジア予選3次予選でヨルダン代表対韓国代表の試合が開催された。
日本代表とは相性が悪く、シリア内戦の影響で中立地開催となった2012年2月5日のロンドン五輪アジア最終予選、U-23日本対U-23シリアの試合は1-2で敗戦。翌年3月26日には2014年W杯ブラジル大会アジア最終予選、日本対ヨルダンの試合が行われ、同じく1-2で敗れている。

## その他
2011年・2012年に、サッカーシリア代表のホームゲーム開催地として利用された実績がある。これは同国の政情不安（シリア騒乱）のために国内でのホームゲーム開催が不可能であったためで、2014 FIFAワールドカップ・アジア2次予選（2011年7月23日）および、ロンドンオリンピックサッカーアジア予選最終予選（U-23代表。2011年9月21日、2012年2月5日・3月14日）に利用された。